# 昕水河
昕水河，黄河一级支流。源出山西省蒲县摩天岭，在大宁县以西汇入黄河，全长134公里，流域面积4326平方公里。含沙量大。流经隰县午城附近时，有东川河和城川河汇入。